# Малая Переволока
Малая Переволока — деревня в Пеновском районе Тверской области.

## География
Находится в западной части Тверской области на расстоянии приблизительно 32 км на запад-северо-запад по прямой от железнодорожной станции Пено на юго-восточном берегу озера Витьбино.

## История
Деревня была показана на карте 1825 года. В 1859 году здесь было учтено 5 дворов, в 1939 — 27. До 2020 года входила в Ворошиловское сельское поселение Пеновского района до их упразднения.

## Население
Численность населения: 53 человека (1859 год), 15 (русские 93 %) 2002 году, 10 в 2010.